# Villazala
Villazala ist eine Gemeinde (Municipio) mit 596 Einwohnern (Stand: 2024) in der Provinz León der Autonomen Gemeinschaft Kastilien-León. Die Gemeinde besteht neben dem namensgebenden Hauptort aus den Ortschaften Huerga de Frailes, Castrillo de San Pelayo, San Pelayo, Santa Marinica und Valdesandinas.

## Geographie
Villazala liegt etwa 35 Kilometer südwestlich von León in einer Höhe von ca. 795 m. Der Río Órbigo begrenzt die Gemeinde im Westen.

## Bevölkerungsentwicklung
| Jahr        | 1900 | 1950 | 1970 | 1981 | 1991 | 2001 | 2011 | 2021 |
| ----------- | ---- | ---- | ---- | ---- | ---- | ---- | ---- | ---- |
| Einwohner   | 1295 | 2075 | 2081 | 1453 | 1203 | 1002 | 781  | 639  |
| Quelle: INE |      |      |      |      |      |      |      |      |

## Sehenswertes

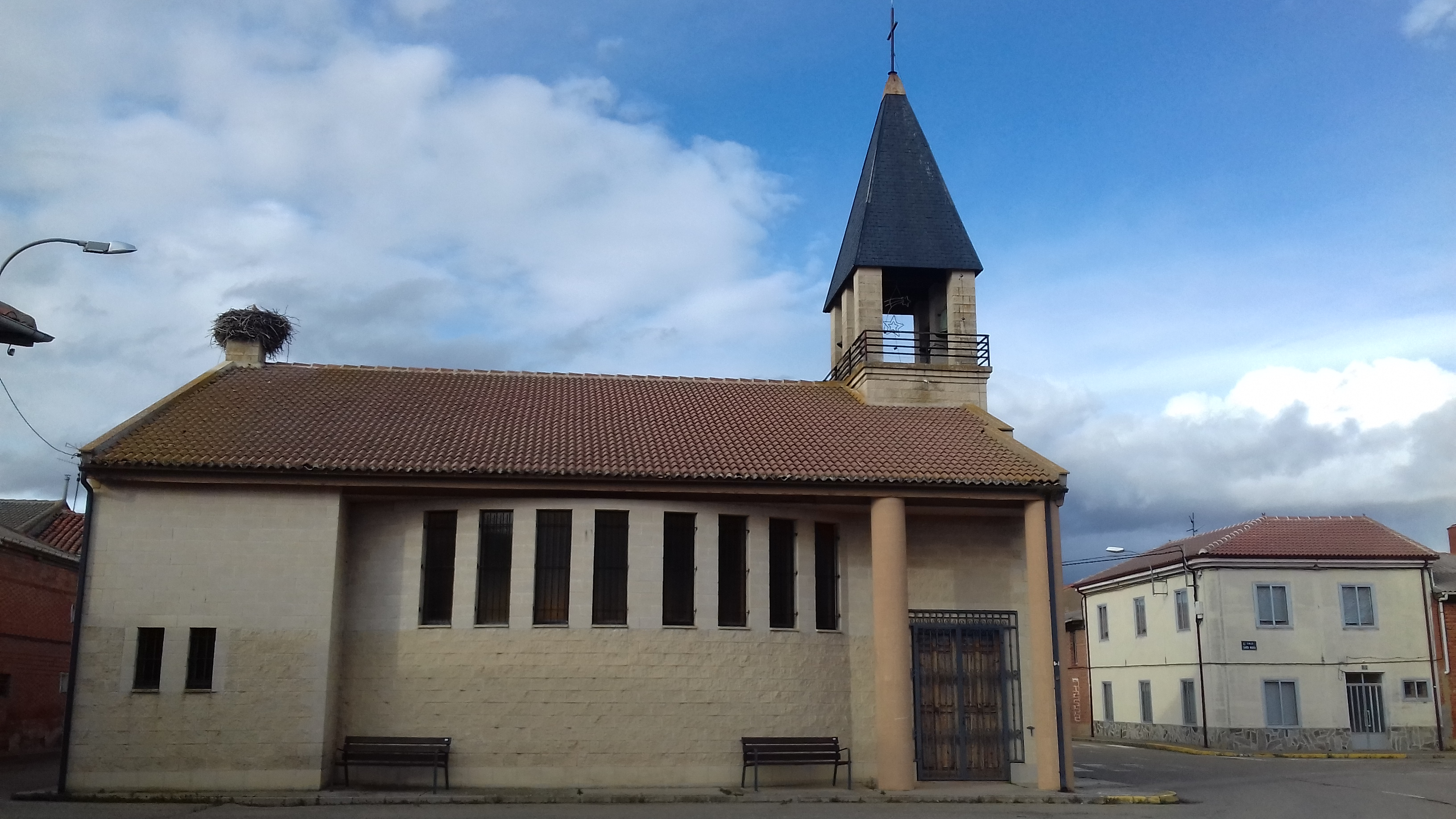
Andreaskirche
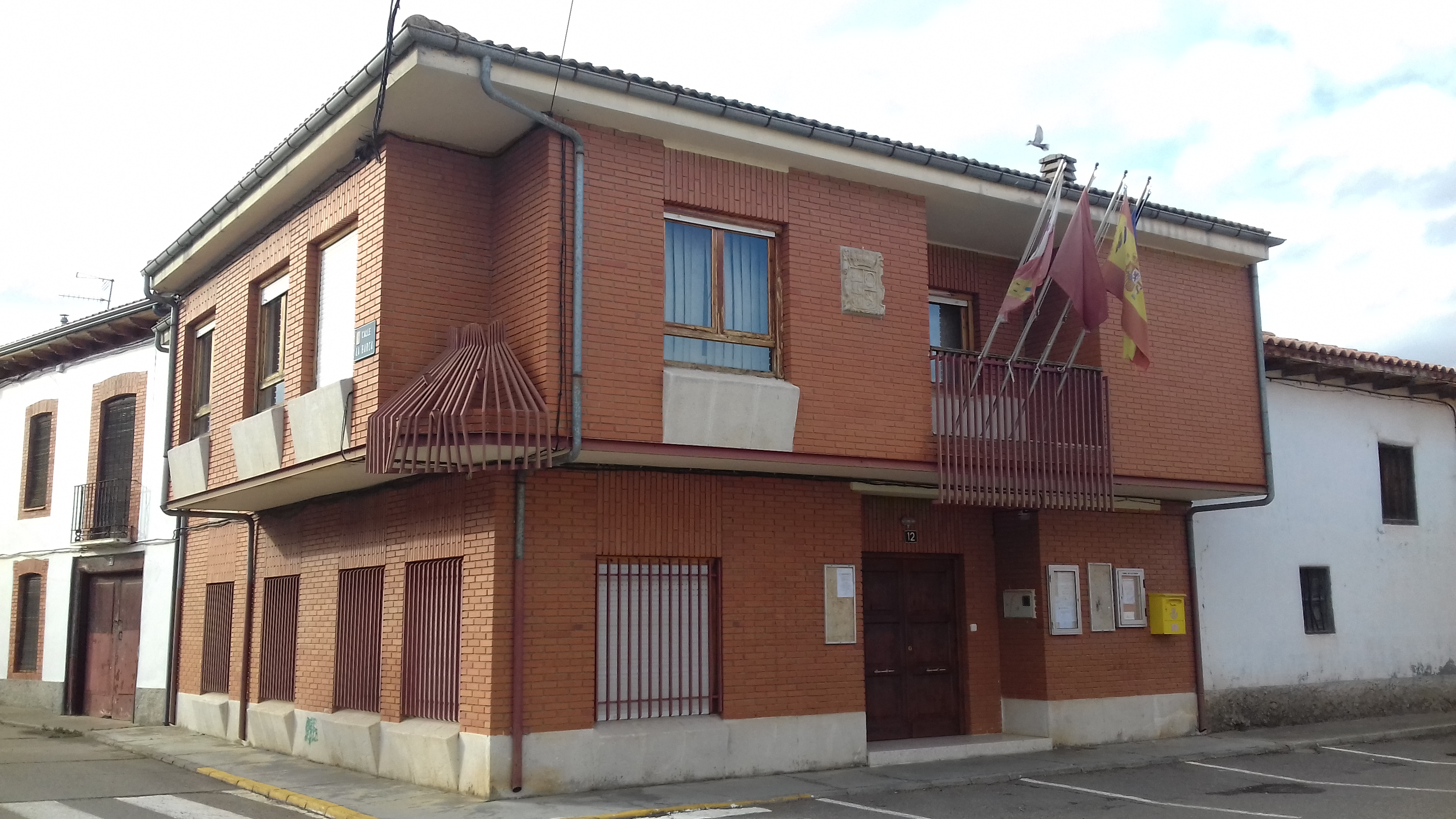
Rathaus

- Andreaskirche
- Rathaus